# Període apostòlic
El període apostòlic de la història del cristianisme és tradicionalment el període dels Dotze apòstols, que data des de la Crucifixió de Jesús (c. 30-33) i la Gran Comissió de Jerusalem fins a la mort de Joan l'Apòstol (c. 100) a Anatòlia. Es diu que els Apòstols es van dispersar des de Jerusalem i van fundar les seus apostòliques. Atès que es creu que Joan va viure tant de temps i va ser l'últim dels dotze a morir, existeix un cert encavalcament entre l'"Era Apostòlica" i els primers Pares apostòlics, els escrits d'aquests s'utilitzen per marcar l'inici del període avant-nicè. Això té un significat especial en la tradició cristiana així com l'era dels apòstols directes de Jesucrist. La principal font primària per a l'"Era Apostòlica" són els Fets dels Apòstols, però la seva exactitud històrica és qüestionada per alguns.
Els primers seguidors de Jesucrist foren principalment messiànics durant el darrer període del Segon Temple del segle i. Alguns grups dels primers cristians estaven formats per persones que eren israelites per l'origen ètnic, com els ebionites i els líders de l'església primitiva a Jerusalem, col·lectivament anomenats jueus cristians. Durant aquest període, van ser conduïts per Jaume el Just. Pau de Tars, conegut posteriorment com a Sant Pau, va perseguir els primers cristians, com Sant Esteve i un cop convertit, va adoptar el títol d'"Apòstol dels Gentils" i començà proselitisme entre els gentils. Va convèncer la majoria dels líders de l'Església de Jerusalem perquè permetessin que els gentils convertits estiguessin exempts dels manaments jueus al Concili de Jerusalem, que poden ser paral·leles a les Lleis de Noè en el judaisme rabínic. Si bé la influència de Pau en el pensament cristià es diu que és més important que la de qualsevol altre autor del Nou Testament, la relació entre Pau de Tars i el judaisme continua sent disputada avui. Després de la destrucció del Segon Temple l'any 70, o més tard, amb la Revolta de Bar Kokhebà de 132, Jerusalem va deixar de ser el centre de l'església cristiana, i els seus bisbes es van convertir en "sufraganis" (subordinats) del bisbe metropolità de Caesarea Al segle ii, el cristianisme es va establir com una religió predominantment gentil que es va estendre per l'Imperi Romà i més enllà.